# 12 Strong
12 Strong (no Brasil, 12 Heróis; em Portugal, 12 Indomáveis) também conhecido como 12 Strong: The Declassified True Story of the Horse Soldiers, é um filme de drama e guerra estadunidense de 2018, dirigido por Nicolai Fuglsig e escrito por Ted Tally e Peter Craig, baseado no livro não ficcional de Doug Stanton, Horse Soldiers. Produzido pela Alcon Entertainment, Black Label Media e Jerry Bruckheimer Films e distribuído pela Warner Bros. Pictures, nos Estados Unidos, e Lionsgate, internacionalmente, é estrelado por Chris Hemsworth, Michael Shannon, Michael Peña, Navid Negahban, Trevante Rhodes, Geoff Stults e Thad Luckinbill.
As filmagens tiveram início em janeiro de 2017 no Novo México, nos Estados Unidos. Minas próximas da comunidade de Orogrande foram utilizadas como plano de fundo. Mais tarde, a equipe transferiu-se para Socorro, onde terminou em 26 de janeiro após oito dias de filmagens. A cidade de Alamogordo também fez parte da produção, onde utilizaram o Monumento das Areias Brancas como local de filmagem. As cenas envolvendo acampamentos militares foram filmadas usando vinte estruturas arrendadas do Alaska Structures Military, um fabricante privado de abrigos militares.
A pré-estreia de 12 Strong ocorreu no dia 16 de janeiro de 2018 no Jazz at Lincoln Center, na Cidade de Nova York. Foi lançado nos Estados Unidos pela Warner Bros. Pictures em 19 de janeiro de 2018 nos formatos convencional e IMAX. Em Portugal, a estreia ocorreu no dia 22 de março de 2018, chegando ao Brasil em 29 de março de 2018. Recebeu críticas mistas da crítica especializada; as performances do elenco, em especial Hemsworth, e as sequências de ação foram elogiadas, enquanto a narrativa foi classificada como rasa. Alguns críticos apontaram também a falta de clareza do envolvimento militar dos Estados Unidos na região do Afeganistão. Arrecadou mais de US$ 67 milhões mundialmente, contra um orçamento de US$ 35 milhões.

## Enredo
Um oficial das forças especiais dos Estados Unidos comanda os seus homens numa perigosa missão pelas montanhas do Afeganistão após os ataques de 11 de setembro de 2001. O grupo do capitão Mitch Nelson (Chris Hemsworth) tem como objetivo convencer o comandante da Aliança do Norte, o General Abdul Rashid Dostum a aliar-se aos estadunidenses no combate a um adversário comum, o grupo terrorista Al Qaeda e os talibãs. Além da necessidade de superar a desconfiança mútua e as vastas diferenças culturais, os convocados são obrigados a adotar as táticas rudimentares dos soldados a cavalo afegãos numa guerra onde enfrentam dificuldades esmagadoras e inferioridade numérica perante um inimigo implacável que não faz prisioneiros.

## Elenco
- Chris Hemsworth como Capitão Mitch Nelson, líder da equipe, inspirado por Mark Nutsch
- Michael Shannon como Subtenente Hal Spencer, assistente de Mitch
- Michael Peña como Sargento de Primeira Classe Sam Diller, sargento de inteligência da equipe de Mitch
- Navid Negahban como General Abdul Rashid Dostum, chefe da Aliança do Norte e futuro vice-presidente do Afeganistão
- Trevante Rhodes como Sargento da Primeira Classe Ben Milo, membro da equipe de Mitch
- Geoff Stults como Sean Coffers, membro da equipe de Mitch
- Thad Luckinbill como Vern Michaels, membro da equipe de Mitch